# Ка Соларо Норд (Венеција)
Ка Соларо Норд (итал. Ca' Solaro Nord) је насеље у Италији у округу Венеција, региону Венето.
Према процени из 2011. у насељу је живело 204 становника. Насеље се налази на надморској висини од 2 м.